# Kraftwerk Gerstheim
Das Kraftwerk Gerstheim ist ein Laufwasserkraftwerk am Rhein in Frankreich. Es liegt auf dem Gebiet der Gemeinde Gerstheim im Département Bas-Rhin. Auf deutscher Seite liegt Schwanau. Im Gegensatz zu den vier Kraftwerken im Verlauf des Rheinseitenkanals wird das Wasser für das Kraftwerk nur auf einer Länge von etwa 6 Kilometern aus dem Rhein abgezweigt (sog. Schlingenlösung). Für die Schifffahrt wurde im Kraftwerkskanal parallel zum Kraftwerk eine Schleuse mit zwei Schleusenkammern erbaut. Direkt am Kraftwerk überquert eine Straße den Kanal, die auf der beim Bau des Kanals entstandenen Insel nach Süden führt, um am Wehr an der Kanalausleitung die Grenze nach Deutschland zu überqueren.
Im Versailler Vertrag erhielt Frankreich 1919 das alleinige Ausbaurecht für den Rhein als Grenzfluss zwischen Deutschland und Frankreich. Das 1967 in Betrieb gegangene Kraftwerk ist Teil von Électricité de France.